# Meryem Benm'Barek
Meryem Benm' Barek, née le 21 juillet 1984 à Rabat, est une scénariste et réalisatrice marocaine.

## Biographie
Elle est née en 1984. Après son bac, elle prend des cours de théâtre au cours Florent. Elle est également inscrite à l'Institut national des langues et civilisations orientales (Inalco) en langue et civilisation arabe. Elle a ensuite quelques expériences en France comme au Maroc dans des films et au théâtre. Elle part également filmer pendant quatre mois en Jordanie, Palestine et au Liban. Elle est admise en 2010 à l’Institut national supérieur des arts du spectacle et des techniques de diffusion (INSAS) de Bruxelles, en option Réalisation. Elle réalise un essai cinématographique sur le printemps arabe, After Shave, un documentaire, Penthésilée, et une fiction, Nor. Puis elle écrit le scénario et réalise le court-métrage Jennah, film de fin d'étude, réalisé à l'INSAS, qui obtient le Grand prix du meilleur court-métrage au festival de Rhode Island aux États-Unis, lui permettant également de concourir aux Oscars 2015,. En parallèle de ces première réalisations cinématographiques, elle expose une création radiophonique How Does It Sound? au V&A Museum of Childhood de Londres et à la Biennale de São Paulo,,.
En 2017, son premier long-métrage Sofia est primé sur scénario dans le cadre de l'Aide à la Création de la Fondation Gan pour le Cinéma. Il est sélectionné dans la catégorie Un certain regard, au Festival de Cannes 2018. Elle y évoque ce que vivent les femmes marocaines enceintes d'un enfant hors mariage, encourant la prison (relations sexuelles hors mariage interdites par la loi),,,. Particulièrement ovationné à sa projection, ce film se voit décerner le prix du meilleur scénario, dans sa catégorie,,. En août 2018, ce film fait partie des films en compétition officielle au Festival du film francophone d’Angoulême (FFA), et obtient là aussi le prix du meilleur scénario,. À sa sortie en salle, en septembre 2018, il bénéficie à nouveau d'un accueil positif de la critique,,,.
Elle tourne ensuite, notamment à Tanger, un second long-métrage, Derrière les palmiers (Behind the Palm Trees), avec Sara Giraudeau, Driss Ramdi, Carole Bouquet et Olivier Rabourdin.

## Filmographie
- 2014 : Jennah (court métrage)
- 2018 : Sofia